# Untitled 1995 Demo
Untitled 1995 Demo es el primer demo casete de la banda System of a Down grabado a principios de 1995, producido en forma independiente. La canción «PIG» es la versión demo de la canción «Mr. Jack», de su álbum Steal This Album! de 2002.

## Lista de canciones
| N.º | Título  | Letras  | Música   | Duración |  |
| 1.  | «PIG»   | Tankian | Tankian  | 4:08     |  |
| 2.  | «Flake» | Tankian | Tankian  | 2:58     |  |
| 3.  | «Metro» | Tankian | Malakian | 2:46     |  |

## Personal
- Serj Tankian - vocales
- Daron Malakian - guitarra
- Shavo Odadjian - bajo
- Andy Khachaturian - batería

- Datos: Q6157236